# مارکو رودلف
مارکو رودلف (آلمانی: Marco Rudolph؛ زادهٔ ۲۲ مه ۱۹۷۰) بوکسور اهل آلمان است.
وی در مسابقات کشوری و بین‌المللی در مجموع برندهٔ ۱ مدال طلا، ۲ مدال نقره، ۲ مدال برنز شده‌است.